# La Douce Empoisonneuse (téléfilm)
 (décembre 2014).
Si vous disposez d'ouvrages ou d'articles de référence ou si vous connaissez des sites web de qualité traitant du thème abordé ici, merci de compléter l'article en donnant les références utiles à sa vérifiabilité et en les liant à la section « Notes et références ».
Cet article concerne le téléfilm de Bernard Stora. Pour le livre d'Arto Paasilinna, voir La Douce Empoisonneuse.
Pour plus de détails, voir Fiche technique et Distribution.
La Douce Empoisonneuse est un téléfilm français réalisé par Bernard Stora en 2014, adapté du roman d'Arto Paasilinna.

## Synopsis
Clémence, une alerte veuve de 80 ans, pourrait vivre heureuse dans sa jolie maison campagnarde. Mais chaque trimestre, le jour où elle touche sa pension, son neveu – un garçon qu’elle a recueilli enfant – débarque chez elle accompagné d’amis peu recommandables et la déleste de son argent. Longtemps résignée, elle se révolte et passe à l’offensive.

## Fiche technique
- Réalisation : Bernard Stora
- Production : Dominique Besnehard, Michel Feller, Michel Boucau, Hubert Toint
- Coproduit par Adrian Politowski, Gilles Waterkeyn
- Scénario et dialogues : Bernard Stora d’après le roman d’Arto Paasilinna
- Titre de l'œuvre originale :  Suloinen myrkynkeittäjä - 1988
- Musique originale : Vincent Stora
- Montage : Marion Monestier
- Photographie : Gérard de Battista AFC
- Deuxième caméra : Chris Renson
- Décors : Jean-Pierre Bazerolle
- Costumes : Valérie Adda
- Son : Alain Sironval, Philippe Bluard, David Gillain
- Producteur exécutif : Michel Mintrot
- Directeur de production : Jean-Pierre Garrabos
- Régie : Arnaud Aubey
- Collaboration à la mise en scène : Badreddine Mokrani
- Maquillages : Emmanuelle Velghe
- Coiffures : Frank Wollegheim
- Photographe de plateau : Lény Stora
- Coproduction Arte France – Mon Voisin Productions – LM Productions – Saga Film – Radio télévision belge de la communauté française – UMEDIA en association avec UFUND
- Avec la collaboration de TMC – RTS Radio Télévision Suisse – TV5 MONDE et du CNC
- Genre : Comédie
- Durée : 1 h 33
- Numérique 2K – Caméras Sony f55 – Son 5.1
- Tournage du 22 janvier au 20 février 2014 (Bruxelles, Ardennes, Paris)
- Date de diffusion annoncée : 7 décembre sur RTS Deux & 12 décembre 2014 sur ARTE
- Pays :  France[2]

## Distribution
- Line Renaud : Clémence
- Pierre Vernier : Dr Jacquot
- Nicolas Lumbreras : Charlie
- Pierre Yvon : Djodjo
- Barbara Bolotner : Rita
- Doudou Masta : Zak
- Serge Larivière : Raymond
- Michel Nabokov : Kevin
- Emmanuel Dell’erba : Vieux flic
- Benoît Strulus : Jeune flic
- Charles Campignion : Epicier
- Eddy Krzeptowsky : Policier morgue
- Ludivine Meulemans : Employée morgue
- Benoît Tachoires : Capitaine du bateau
- Guy Marchal : Policier fast-food[2]

## Autour du film
- Sélectionné en compétition officielle au Festival de la Fiction TV de La Rochelle (2014).
- Le téléfilm est dédié à Gérard Lartigau.